# أمير (مصر القديمة)

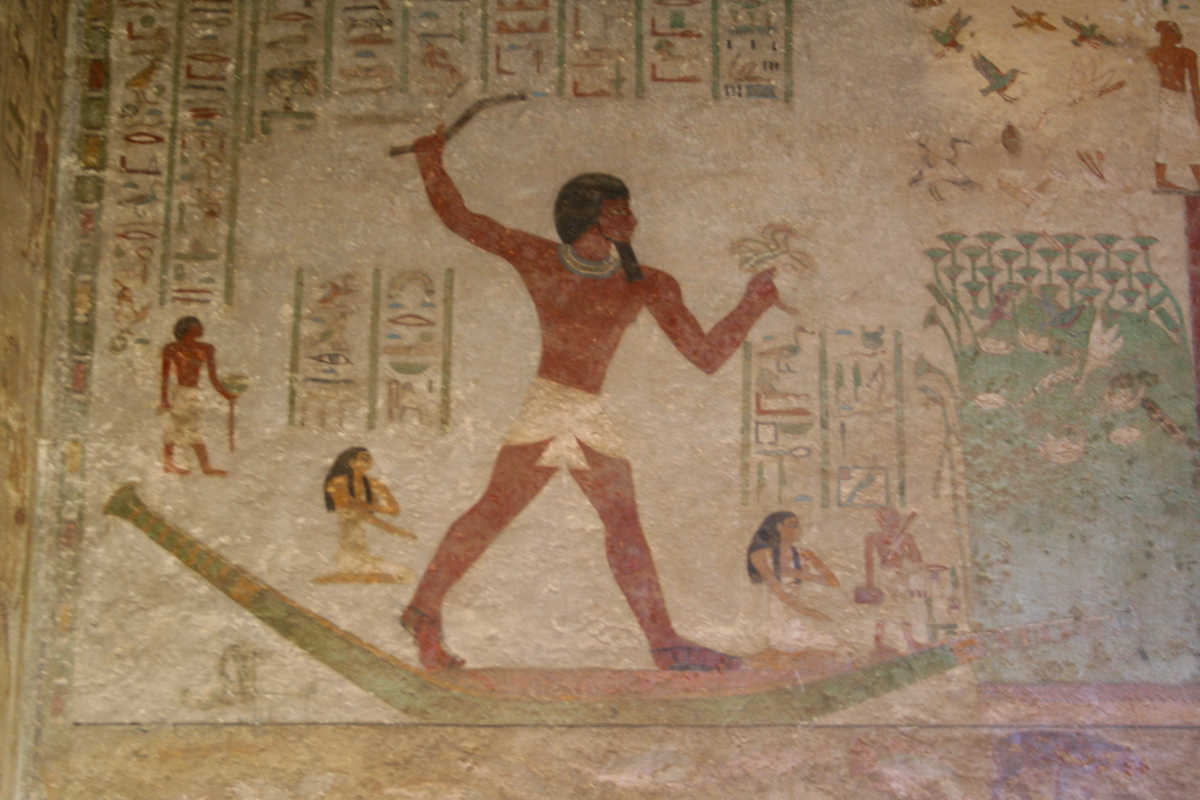
من مقبرة المحافظ "خنوم حتب الثاني" من الكور 16 بالصعيد (بني حسن) ، أسرة ثانية عشر.

أمير من العائلة الملكية، أو أيضا محافظ كور في مصرالقديمة وكان يدعى «حاتي-ع». كان لأمير كور أو محافظ كور صلاحيات إقامة العدالة وصلاحيات عسكرية وكذلك مسؤوليات دينية. وكان يسمى خلال فترة مصرية انتقالية أولى وفي بدء دولة مصرية وسطى أيضا «كبير المحافظة» أو كبير الكور. بقي اللقب خلال الدولة الوسطى «حاتي-ع».

## الكور
يعتقد بعض المؤرخين أن مصر كانت تتكون اصلا من عدة محافظات (كور) ثم توحدت بعد توحيد الوجهين القبلي والبحري وأصبحت تحت إدارة واحدة. وقد توصل علماء الآثار إلى معرفة الكور المصرية وعددها في الدلتا وفي الصعيد منذ الدولة القديمة. وتوجد في المصلى الأبيض التي بناها سنوسرت الأول في الكرنك أسماء المحافظات كلها، وبقيت تلك الكور حتى فترة حكم البطالمة. كان عدد الكور في مصر القديمة 42، منها 22 في الصعيد و 20 كور في الوجه البحري.

## بالهيروغليفية
| F4 · D36 |

| F4 · D36 |

| D2 · D21 | N1 · D1 | O29 · D36 | G1 | A1 | N24 · X1 · Z1 |

| D2 · D21 | N1 · D1 | O29 · D36 | G1 | A1 | N24 · X1 · Z1 |

## وظيفة المحافظ

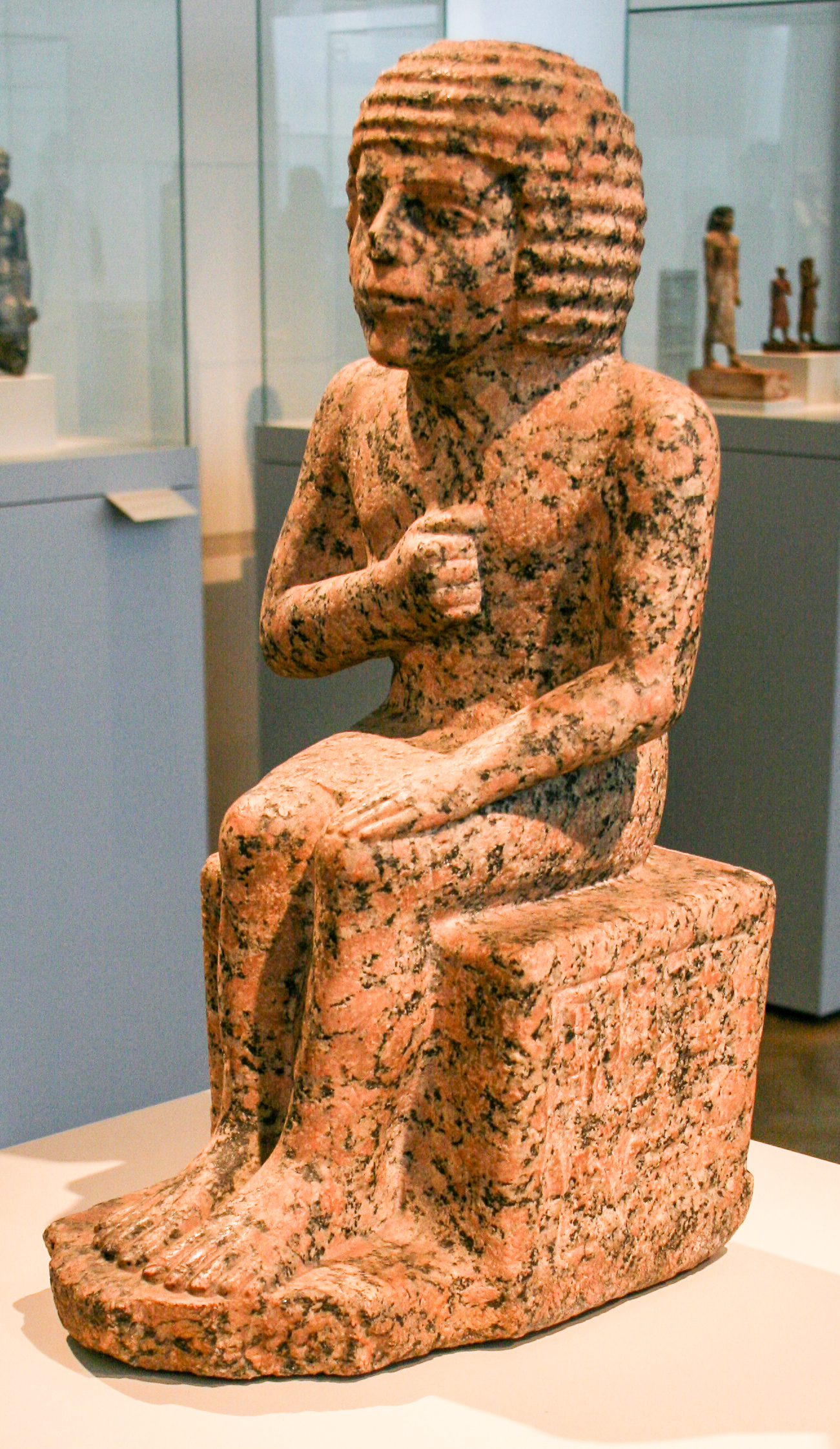
المحافظ "ميثن" من عهد زوسر (بالمتحف المصري ببرلين)

يبدو أن الملك كان يبعث بأمراء إلى الكور ليقوموا بحكمها. اعضهم كان من البلاط الملكي أو موظفين كبار. ونحن نعرف اليوم الكثير عن هؤلاء المحافظين من مقابرهم الموجودة في عواصم المحافظات. وبالإضافة إلى ذلك فتدل المقابر على وجود عائلات كبيرة أيضا في المحافظات، ولكن لا توجد في الغالب مخطوطات في تلك القبور بحيث نجهل أسماء تلك العائلات من الدولة القديمة. ومن الألقاب التي عثر عليها علماء الآثار لقب «أج مر» - ومعناها «منشيء قنوات». وهذا يدل على أهمية تلك الوظيفة التي تبني وتحافظ على القنوات المستخدمة في الزراعة.
توجد قبور في المحافظات المصرية القديمة منذ نهاية الأسرة الخامسة وبها نقوش وكتابة تدل على صاحبها. وهي تدل على أن بعض المحافظين كانوا من العاصمة أصلا، وغيرهم كان من عائلات المحافظة نفسها. ويبو أن الوظيفة كانت تتوارث ابنا عن أب. وظهر لقب «كبير المحافظة» خلال الاسرة السادسة، وطل مستخدما حتى بدء الدولة المصرية الوسطى.
وبجانب هذا اللقب ظهر غالبا أيضا لقب «كبير الكهنة»، مما يدل على شخصيات تقيم الشعائر الدينية.
وخلال الفترة الانتقالية الأولى أصبح اللقب «حاتي-ع»، بمعنى «عمدة»، وأصبحت له مسؤوليات هامة. وخلال الدولة الوسطى أصبح لقب الأمير «عمدة، وكبير الكهنة». وكانوا هؤلاء الأمراء أغنياءا في الأسرة الثانية عشر، وتدل على ذلك ما قاموا به من إنشاء مقابر ضخمة لهم ولعائلاتهم.

## عهد سنوسرت الثالث
خلال حكم سنوسرت الثالث قلت صلاحيات «العمدة وكبير الكهنة» كثيرا رغم بقاء انتقال الوظيفة بطريقة وراثية. وربما كان ذلك بسبب زيادة عدد المدن الكبيرة في المحفظات، فكان لكل مدينة عمدة. وتدل الآثار من فترة مصرية انتقالية ثانية أن بعض العائلات كانت تتمتع بتحكم كبير في المحافظات.
وبقي هذا الحال قائما من نهاية الدولة الوسطة ثم في الدولة الحديثة. فكان لكل مدينة عمدة واختفي لقب «أمير الكور».

## اقرأ أيضا
- وظائف مصر القديمة
- حورس ذهبي
- الطب في مصر القديمة
- الحساب عند قدماء المصريين
- حامل أختام الملك
- كاهن إله
- عمدة طيبة
- زوجة آمون